# BME Growth
BME Growth —anteriormente denominado Mercado Alternativo Bursátil (MAB)— es un mercado de valores español orientado a pymes en expansión. Está gestionado por Bolsas y Mercados Españoles (BME) y supervisado por la Comisión Nacional del Mercado de Valores (CNMV).
BME Growth ofrece un sistema de contratación, liquidación, compensación y registro de operaciones que se efectúen sobre:
- Acciones y otros valores de instituciones de inversión colectiva (IIC).
- Valores e instrumentos emitidos o referidos a entidades de reducida capitalización.
- Otros valores e instrumentos que por sus especiales características, se acogen a un régimen singularizado.

A diferencia del Mercado Continuo, BME Growth cuenta con una regulación creada especialmente para las sicavs, empresas de capital riesgo y pymes en expansión. Fue creado, por lo tanto, a imagen del AIM británico, el Neuer Markt alemán o el Nouveau marché francés.

## Historia
Las nuevas leyes que regulan las instituciones de inversión colectiva y las entidades de capital riesgo de 2004 y 2005 respectivamente fomentaron la expansión y flexibilidad de este tipo de figuras. Esto provocó que en 2006 se crease el Mercado Alternativo Bursátil (MAB).
- 21 de febrero de 2006: constitución oficial del Mercado Alternativo Bursátil.[3]
- 29 de mayo de 2006: entra en negociación el primer segmento —instituciones de inversión colectiva (IIC)—.
- 27 de junio de 2007: entra a negociación el segmento de entidades de capital riesgo (ECR).
- 18 de marzo de 2008: apertura del Mercado Alternativo Bursátil para empresas en expansión.
- 19 de enero de 2009: comienza a cotizar el primer fondo de cobertura (hedge fund) en el Mercado Alternativo Bursátil.
- 3 de septiembre de 2020: tras obtener la calificación SME Growth Market de la Unión Europea, pasa a denominarse BME Growth.[1]

## Índices
Desde el 1 de junio de 2017 el mercado cuenta con dos índices de referencia.
- El IBEX Growth Market All Share: Anteriormente denominado IBEX MAB All Share,[6] es un índice de precios ponderado de todos los valores que cotizan en el BME Growth.[4]

- El IBEX Growth Market 15: Anteriormente denominado IBEX MAB 15,[6] es un índice de precios ponderado de los quince valores con mayor volumen de contratación en el BME Growth.[5]

En la siguiente tabla, se indican los quince valores que componen el IBEX Growth Market 15 a 24 de marzo de 2022:
| Ticker  | Empresa                         | Sede                 | Sector                                    | Contratación | ISIN         |
| ------- | ------------------------------- | -------------------- | ----------------------------------------- | ------------ | ------------ |
| ADL.MC  | ADL Bionatur Solutions          | Jerez de la Frontera | Productos farmacéuticos y biotecnología   | Continuo     | ES0184980003 |
| AGIL.MC | Agile Content                   | Madrid               | Electrónica y software                    | Continuo     | ES0105102000 |
| COM.MC  | Catenon                         | Madrid               | Electrónica y software                    | Continuo     | ES0112320009 |
| EIDF.MC | EiDF                            | Pontevedra           | Energías renovables                       | Continuo     | ES0105517009 |
| ELZ.MC  | Asturiana de Laminados (elZinc) | Lena                 | Mineral, metales y transformación         | Continuo     | ES0105227005 |
| END.MC  | Endurance Motive                | Canet de Berenguer   | Fabricación y montaje de bienes de equipo | Continuo     | ES0105589008 |
| FACE.MC | FacePhi Biometria               | Alicante             | Electrónica y software                    | Continuo     | ES0105029005 |
| GIGA.MC | Gigas Hosting                   | Alcobendas           | Electrónica y software                    | Continuo     | ES0105093001 |
| GRN.MC  | Greenalia                       | La Coruña            | Energías renovables                       | Continuo     | ES0105293007 |
| HLZ.MC  | Holaluz                         | Barcelona            | Energías renovables                       | Continuo     | ES0105456026 |
| IZER.MC | Izertis                         | Gijón                | Telecomunicaciones y otros                | Continuo     | ES0105449005 |
| LLN.MC  | Lleida.net                      | Lérida               | Telecomunicaciones y otros                | Continuo     | ES0105089009 |
| PAR.MC  | Parlem Telecom                  | Barcelona            | Telecomunicaciones y otros                | Continuo     | ES0105561007 |
| SNG.MC  | SNGULAR                         | Madrid               | Electrónica y software                    | Continuo     | ES0105611000 |
| TR1.MC  | Tier1 Technology                | Camas                | Electrónica y software                    | Continuo     | ES0105344016 |